# Universíada de Inverno de 2007
A XXIII Universíada de Inverno aconteceu em Turim, Itália de 17 à 27 de Janeiro de 2007.

## Modalidades

### Obrigatórias
As modalidades obrigatórias são determinadas pela Federação Internacional do Esporte Universitário (FISU) e, salvo alteração feita na Assembléia Geral da FISU, valem para todas as Universíadas de Inverno.
| - Biatlo (10) - Combinado nórdico (3) - Curling (2) - Esqui alpino (8) - Esqui cross-country (10) | - Hóquei no gelo (1) - Patinação artística (5) - Patinação de velocidade em pista curta (10) - Salto de esqui (4) - Snowboard (6) |

### Opcionais
As modalidades opcionais são determinadas pela Federação Nacional de Esportes Universitários (National University Sports Federation - NUSF) do país organizador e devem ser de, no mínimo, um esporte e no máximo dois.
- Patinação de velocidade (12)

## Quadro de medalhas
O Quadro de medalhas é uma lista que classifica as Federações Nacionais de Esportes Universitários (NUSF) de acordo com o número de medalhas conquistadas. Foram disputadas 72 finais em 11 modalidades.
| Ordem                                    | País              | Medalha de ouro | Medalha de prata | Medalha de bronze |    |
| ---------------------------------------- | ----------------- | --------------- | ---------------- | ----------------- | -- |
| 1                                        | KOR Coreia do Sul | 10              | 12               | 9                 | 31 |
| 2                                        | RUS Rússia        | 9               | 14               | 12                | 35 |
| 3                                        | ITA Itália        | 9               | 2                | 5                 | 16 |
| 4                                        | BLR Bielorrússia  | 8               | 2                | 4                 | 14 |
| 5                                        | POL Polônia       | 7               | 2                | 3                 | 12 |
| 6                                        | CZE Chéquia       | 4               | 4                | 1                 | 9  |
| 7                                        | AUT Áustria       | 4               |                  |                   | 4  |
| 8                                        | CHN China         | 3               | 6                | 6                 | 15 |
| 9                                        | JPN Japão         | 3               | 5                | 5                 | 13 |
| 10                                       | NED Países Baixos | 3               | 1                | 2                 | 6  |
| Nenhum país lusófono conquistou medalha. |                   |                 |                  |                   |    |